# Йоганн Файль
Йоганн Файль (нім. Johann Feil; нар. 13 червня 1896, Бад-Леонфельден, Австро-Угорщина — пом. 31 січня 1957, Міттенвальд, Федеративна Республіка Німеччина) — державний політичний діяч нацистської Німеччини, командир австрійських військ СС і один з керівників єврейського погрому в ніч на 9 листопада 1938 року в Інсбруку.

## Життєпис

### Ранні роки
Народився в сім'ї державних службовців у Верхній Австрії і мав сімох братів і сестер. Після школи вступив до педагогічного коледжу в Лінці, який закінчив у березні 1915 року. Після коледжу одразу ж був призваний до об'єднаної армії. Під час Першої світової війни служив переважно на італійських театрах воєнних дій. Звільнився з армії у 1919 році у званні лейтенанта запасу і почав працювати вчителем декоративно-прикладного малювання у Шердінгу, а згодом у Лінці.
У 1920-х роках був залучений до соціал-демократичного та профспілкового середовища.
1 квітня 1932 року вступив до НСДАП (членський квиток № 900 434) та СА. 1 липня 1932 року вступив до СС (членський квиток № 41 937) і був призначений гауптштурмфюрером СС 37-ї дивізії СС «Лінц». 1933 року, вже будучи оберштурмбанфюрером СС, він неодноразово привертав до себе увагу як викладач, агітуючи за НСДАП, за що був засуджений до п'яти діб ув'язнення і відсторонений від державної служби на початку 1934 року. Відновлений на посаді вчителя-спеціаліста у травні 1934 року, 15 червня року Фейл був призначений керівником 76-ї дивізії СС у Зальцбурзі.
Був причетний до липневого перевороту НСДАП у 1934 році і вбивства федерального канцлера Енгельберта Дольфуса, через що знаходився у розшуку і був змушений покинути Австрію. У тому ж році отримав громадянство Німеччини. Після короткого перебування в Чехословаччині приєднався до націонал-соціалістичного німецького рейху і був висланий. З жовтня 1935 по березень 1938 року керував 17-ю дивізією СС у Целле.

### Кришталева ніч
Після аншлюсу Австрії 21 березня 1938 року Файль отримав звання спочатку оберфюрера СС, а згодом був призначений гауптштурмфюрером 38-ї дивізії СС, що базувалася в Інсбруку. Під час погрому в ніч з 9 на 10 листопада 1938 року Файль зібрав так звані «ролкомандос». Їхнім завданням було здійснювати насильницькі дії проти єврейських членів інсбрукської громади. Хоча їм було заборонено брати з собою вогнепальну зброю, Файль також дав вказівку «у будь-який спосіб придушувати найменші прояви опору». Файль не віддавав прямого наказу вбивати євреїв, але визнав під час партійного процесу 1939 року, що "підлеглі могли і повинні були зробити висновок з його слів, що життя єврея не має значення при проведенні «репресивних заходів». Згідно з послідовними заявами кількох свідків, а також на підставі його власного зізнання під час судового розгляду, смерть і поранення в ніч погрому в Інсбруку сталися за наказом Фейла.
Під час листопадових погромів гауляйтер Франц Хоффер о першій годині ночі дав Файлю знати, що «кипляча народна душа» має проявити себе і в Інсбруку. О 2:30 ночі Файль наказав підлеглим йому есесівцям вишикуватися і одягтися в цивільний одяг. Есесівців розділили на три групи, доручивши їм «вбивати євреїв на Гензебахерштрассе, не привертаючи уваги», хоча сам Фейл не отримував наказу про вбивство від Хоффера. На першому поверсі на вулиці Генсбахерштрассе, 4 інженера Ріхарда Граубарта смертельно поранили ножовими ударами в присутності його сім'ї, а поверхом вище поранили ножем і забили тупими предметами його сусіда Вільгельма Бауера, від чого той помер дорогою в лікарню. Президента єврейської громади Тіроля і Форарльберга Ріхарда Бергера змусили сісти в машину, одягненого тільки в піжаму і пальто, під приводом поїздки в місцеве відділення гестапо. Врешті-решт його було вбито, а тіло було кинуто в готель. Під час цих убивств інші євреї Інсбрука дістали серйозні поранення. Фейл наказав конфіскувати єврейський общинний центр як штаб-квартиру місцевого керівництва секції СС.

### Військова кар'єра
Під час Другої світової війни вступив до Ваффен-СС, а з травня 1940 року був членом підрозділу СС «Мертва голова». У серпні 1941 року став командиром військового полігону СС Гайделагер біля Дембиці. З квітня 1942 року по червень 1942 року служив у складі 7-ї добровольчої гірськострілецької дивізії СС «Принц Ойген» і деякий час у складі 6-ї гірськострілецької дивізії СС «Норд».
Командувачем містом СС у Празі його призначили одразу після замаху на Райнгарда Гейдріха в червні 1942 року, а із середини липня 1942 року — командиром військового полігону СС Бенешау в Богемії. У вересні 1942 року він отримав звання штандартенфюрера в запасі Ваффен-СС. За станом здоров'я був звільнений від служби у Ваффен-СС на початку жовтня 1942 року.
Згодом був переведений в командувачі спочатку 36-ю дивізією СС, а з 1943 року — дивізією СС 43 в Лодзі. Нагороджений Хрестом військових заслуг I-го і II-го ступеня з мечами.
Згодом був знову активізований і з середини березня 1944 року до вересня того ж року був командиром СС і поліції в Удіне. Після особистих конфліктів, Фрідріх Райнер зажадав заміни Фейла, і його відправили до начальника поліції в Лінц для «навчання». Навесні 1945 року пішов добровольцем на фронт, узяв участь у фінальній битві за Берлін, зазнав травми голови і потрапив в американський полон.

### Після війни
Після війни його внесли до списку військових злочинців Австрії через активну участь у єврейських погромах в Інсбруку. У 1948 році Фейл був звільнений з полону через його цілеспрямоване голодування, яким він довів себе до небезпечного для життя стану. Згодом за підтримки Stille Hilfe був доправлений до сім'ї в Райт, недалеко від Зеефельда в Тіролі, звідки за допомогою тірольських однодумців, католицького єпископа Алоїса Худаля, церковної влади та італійських фашистів його нелегально доправили до Риму, де він провів наступні кілька років. Після цього одною з «пацючих стежок» дістався Аргентини.
Хоча на нього було виписано ордер про арешт, Файль на початку 1950-х років кілька разів їздив до Німеччини та Австрії. Через суворі правила в'їзду Фейл зміг вирушити кораблем із Генуї до Аргентини тільки в грудні 1954 року. Там він називав себе Йоганном Педро (Хуан Педро) Грейлем і, будучи досвідченим художником, підробляв малюнками, карикатурами і випадковими заробітками. У березні 1956 року він захворів на рак легенів, переніс операцію в Аргентині і повернувся до Європи наприкінці червня 1956 року. Лікувався він тільки в Ганновері, а коли його хвороба виявилася невиліковною, його перевезли в Міттенвальд поблизу Гарміш-Партенкірхена. Там про нього дбали його сім'я і друзі, поки він не помер 31 січня 1957 року і не був похований на місцевому цвинтарі. У численних листах, які він залишив після себе, Йоганн Файль не виявив жодного визнання провини або навіть каяття, і його ніколи не було притягнуто до відповідальності за дії, в яких його звинувачували.

## Сім'я
У 1926 році одружився з Марією Чембран, з якою у шлюбі мав троє дітей. Ще одна дитина народилася поза шлюбом у 1924 році.

## Нагороди
- Хрест Воєнних заслуг II класу з мечами;
- Хрест Воєнних заслуг І класу з мечами.